# Georgiens konservativa parti
Georgiens konservativa parti (georgiska: საქართველოს კონსერვატიული პარტია, Sakartvelos konservatiuli partia), är ett politiskt parti i Georgien bildat år 2001. Partiet är en del av regeringen och fick i det senaste parlamentsvalet, år 2012, 6 mandat i Georgiens parlament. Man ingår i den regerande koalitionen georgiska drömmen som leds av premiärminister Bidzina Ivanisjvili.
Sedan 2004 leds partiet av Zviad Dzidziguri, som efter valet 2012 har agerat som vice talman i Georgiens parlament åt Davit Usupasjvili.  